# Glossobalanus hartmanae
Glossobalanus hartmanae — вид напівхордових родини Ptychoderidae класу Кишководишні (Enteropneusta).

## Етимологія
Вид названий на честь Ольги Гартман, біолога з Університету Південної Каліфорнії, за великий внесок у вивченні систематики та зоогеографії безхребетних.

## Поширення
Вид зустрічається на узбережжі Південної Каліфорнії.

## Опис
Черв'як має тіло завдовжки 23-45 мм.